# 克里斯托弗·C·丹利
克里斯托弗·哥伦布·丹利（英語：Christopher Columbus Danley，1818年—1865年10月3日）是美国阿肯色州的军人、记者与政治家。

## 早年生活与军旅生涯
丹利出生于密苏里州，早年教育程度有限。少年时期曾在阿肯色州小石城与范布伦之间担任邮递员，后于安东尼之家担任调酒师。
虽获西点军校录取，丹利最终放弃入学。1846年6月，他加入美国陆军，在阿奇博尔德·耶尔与艾伯特·派克麾下服役，获授上尉军衔。服役期间曾被墨西哥陆军俘获，但成功逃脱。
德克萨斯革命期间，丹利效力于德克萨斯共和国陆军，并参与米尔远征。
美国内战时期，丹利与亨利·梅西·雷克托共同任职于阿肯色州军事委员会。1861年，他与托马斯·詹姆斯·丘吉尔奉命北上采购军火。

## 新闻与政治生涯
丹利曾任《阿肯色公报》编辑，1853年3月从威廉·E·伍德拉夫手中收购该报。作为民主党成员，他持亲奴隶制立场。后与前邦联军官艾伯特·派克及索伦·博兰德共同退出民主党，声称该党已转向废奴主义立场，并于1855年10月加入一无所知党。丹利通过其报纸倡导该党主张。
1849年，丹利在阿肯色州审计员选举中击败埃利亚斯·纳尔逊·康威，任职至1855年辞职。
1858年，丹利当选阿肯色州参议员，在阿肯色州小石城的公报大楼履职，直至1865年10月3日任内去世。